# Franz Baldia
Franz Baldia (* 6. Februar 1898 in Wien; † 18. November 1981 in Lilienfeld, Niederösterreich) war ein österreichischer Käfersammler  und  Amateur-Entomologe.

## Leben
Franz Xaver Baldia wurde am 6. Februar 1898 in Landstraße (Wien), dem 3. Wiener Gemeindebezirk, geboren. Schon als Knabe sammelte er Käfer und Insekten in der Umgebung des damals noch unverbautem Arsenals im 3. Wiener Gemeindebezirk. Später galt sein besonderes Interesse den Gattungen Carabus (Echte Laufkäfer oder Großlaufkäfer), Cychrus (Schaufelläufer), Calosoma (Puppenräuber) und Lucanidae (Schröter (Käfer)). Mit seinen Freunden und den Entomologen Franz Johann Legorsky und  Karl Martin Baderle unternahm er Exkursionen im In- und Ausland. Er betrieb vordringlich Feldentomologie. Über Jahrzehnte baute er eine artenreiche, penibel beschriftete Spezialsammlung auf und dokumentierte zahlreiche Fundorte. Franz Baldia war von 1958 bis 1969 im Vorstand der „Arbeitsgemeinschaft Österreichischer Entomologen“.
Nach seiner kaufmännischen Ausbildung war er bis zu seiner Pensionierung bei den Österreichischen Bundesbahnen (ÖBB) beschäftigt. Seine Gattin Rosa begleitete ihn oft bei seinen Exkursionen. Franz Baldia starb am 18. November 1981 in Lilienfeld in Niederösterreich. Sein Grab befindet sich auf dem Friedhof von St. Ägyd am Neuwalde, dem Geburtsort seines Vaters. Franz Baldia ist verwandt mit dem Gemeinderat Ferdinand Mathias Baldia (1818–1869) in Ottakring und dessen Sohn, dem Stadtbaumeister Ferdinand Baldia (1860–1936).